# Boiga forsteni
Boiga forsteni este o specie de șerpi din genul Boiga, familia Colubridae, descrisă de Duméril, Bibron și Duméril 1854. A fost clasificată de IUCN ca specie cu risc scăzut. Conform Catalogue of Life specia Boiga forsteni nu are subspecii cunoscute.

## Galerie

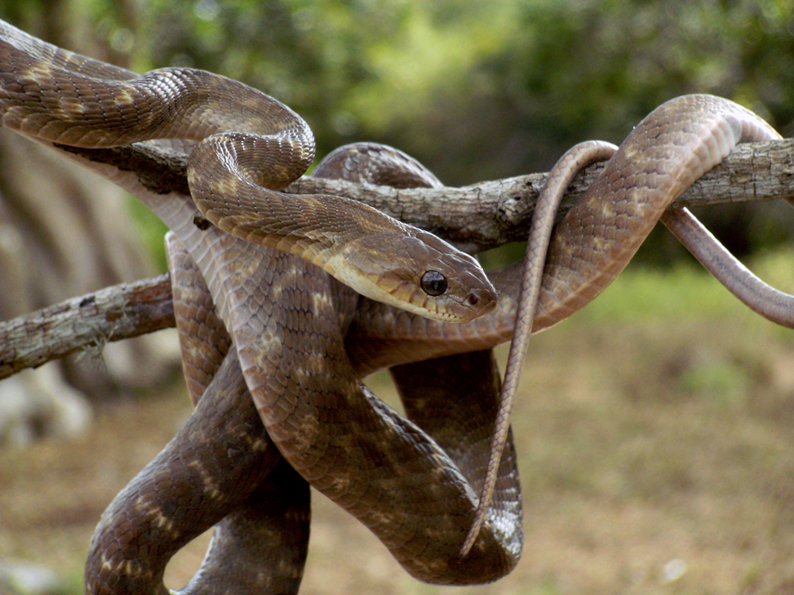